# Борка ди Кадоре
Борка ди Кадоре (итал. Borca di Cadore) је насеље у Италији у округу Белуно, региону Венето.
Према процени из 2011. у насељу је живело 617 становника. Насеље се налази на надморској висини од 923 м.

## Становништво
| 1936. | 1951. | 1961. | 1971. | 1981. | 1991. | 2001. | 2011. |
| ----- | ----- | ----- | ----- | ----- | ----- | ----- | ----- |
| 531   | 564   | 671   | 699   | 739   | 686   | 774   | 818   |